# Septimerpas
De Septimerpas (Reto-Romaans: Pass da Sett) is een hoge bergpas in het Zwitserse kanton Graubünden in de Westelijke Rätische Alpen.

## Geografie
De Septimerpas vormt de waterscheiding tussen het Comomeer (Po) in het zuiden en de Albula (via de Gelgia) in het noorden. De Albula vormt een zijrivier van de Achter-Rijn.
De Septimerpas vormt de grens tussen de Oberhalbsteiner Alpen in het westen en de Albula Alpen in het oosten.

## Geschiedenis
Gedurende de Middeleeuwen was de Septimerpas naast de Brennerpas een van de hoofdroutes om de Alpen over te steken voor de keizers van het Heilige Roomse Rijk.
De pas werd al gebruikt door de Romeinen en vormde toen een belangrijke handelsroute tussen Milaan en Augsburg. Deze route was eenvoudiger dan deze via de Splügenpas vanwege de moeilijke kloven van de Achter-Rijn op de route naar de Splügenpas. Eén van de eerste vermeldingen van een hospice voor reizigers in de buurt van de pas dateert van 831. Dit hospice bevond zich op de pashoogte zelf. In de tiende eeuw zou dit hospice verlaten zijn waarna het herbouwd werd in het begin van de elfde eeuw. Tijdens de Middeleeuwen was de pas van belang voor het bisdom Chur, aangezien ook de stad Chiavenna (ten zuiden van de pas) tot het grondgebied van het bisdom hoorde en de macht van de bisschop daar uitgeoefend diende te worden.
In 1236 opende de route via de Sint-Gotthardpas, waardoor de Septimerpas (en Chur) aan belang verloor. In 1778 werd het hospice op de pas verlaten. Wanneer wat later rond 1820 er gekozen werd om een nieuwe weg aan te leggen via de naburige Julierpas en de Malojapas verloor de Septimerpas zijn functie.

## Foto's

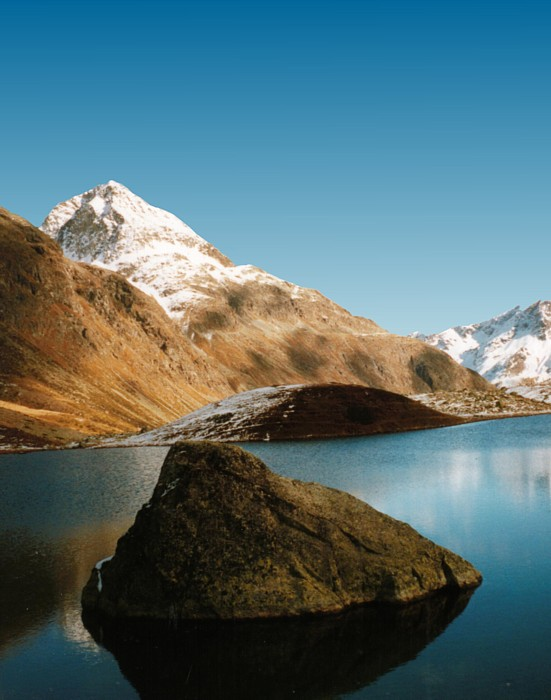
Pashoogte

Albrun · Albula · Alpe Gesero · Bernina · Brünig · Chasseral · Croix · Ferret · Flüela · Forclaz · Furka · Furggu · Gemmi · Glas · Glaubenberg ·  Glaubenbüelen · Gries · Grimsel · Grote Scheidegg · Grote St.-Bernhard · Gurnigel · Gueulaz · Jaun · Julier · Klausen · Kleine Scheidegg · Kunkel · Lenzerheidepas · Livigno · Lukmanier · Maloja · Moosalp · Morgins · Mosses · · Saanenmöser · Neggia · Nufenen · Oberalp · Ofen · Pillon · Planches · Pragel · San Bernardino · Sanetsch · Schallenberg · Simplon · Sint-Gotthard · Splügen · Susten · Umbrail · Vue des Alpes · Wolfgang